# 荒尾市
荒尾市（日语：／ Arao shi */?）為位於日本熊本縣北部的城市。北部與福岡縣大牟田市相鄰，屬於大牟田都市圈，市區也與大牟田市的市區接連在一起，也因此有與大牟田市進行跨縣合併的提案。
特產為水梨，九州最大的遊樂園三井格林主題樂園位於此。

## 人口
| 荒尾市人口分布圖 |                                               |  |
| 荒尾市與日本全國年齡別人口分布比較圖 （2005年資料） | 荒尾市的年齡、男女別人口分布圖 （2005年資料） |  |
| ■紫色是荒尾市 ■綠色是全国 | ■藍色是男性 ■紅色是女性                       |  |
| 荒尾市人口變化 \| 1970年 \| 55,452人 \| \| \| 1975年 \| 58,296人 \| \| \| 1980年 \| 61,485人 \| \| \| 1985年 \| 62,570人 \| \| \| 1990年 \| 59,507人 \| \| \| 1995年 \| 57,389人 \| \| \| 2000年 \| 56,905人 \| \| \| 2005年 \| 55,960人 \| \| \| 2010年 \| 55,321人 \| \| \| 2015年 \| 53,407人 \| \| \| 2020年 \| 50,832人 \| \| |                                               |  |
| 資料來源：日本總務省統計中心提供之人口普查數據 |                                               |  |
| 1970年 | 55,452人                                      |  |
| 1975年 | 58,296人                                      |  |
| 1980年 | 61,485人                                      |  |
| 1985年 | 62,570人                                      |  |
| 1990年 | 59,507人                                      |  |
| 1995年 | 57,389人                                      |  |
| 2000年 | 56,905人                                      |  |
| 2005年 | 55,960人                                      |  |
| 2010年 | 55,321人                                      |  |
| 2015年 | 53,407人                                      |  |
| 2020年 | 50,832人                                      |  |

## 歷史
鎌倉時代屬於玉名郡野原莊，並由來自關東的小代氏擔任地頭職。在戰國時代屬於豐後國大友氏的家臣，到了江戶時代則屬於細川氏的家臣。

### 年表
- 1889年4月1日：實施町村制，現在的轄區在當時分屬：玉名郡荒尾村、有明村、平井村、八幡村、府本村。
- 1919年5月1日：荒尾村改制為荒尾町。
- 1942年4月1日： 荒尾町、有明村、平井村、八幡村、府本村合併為荒尾市。
- 1955年7月20日：清里村被廢除，部份區域被併入荒尾市，其餘地區被併入長洲町。

### 變遷表
| 1889年以前               | 1889年4月1日 | 1889年 - 1926年           | 1926年 - 1944年     | 1945年 - 1954年     | 1955年 - 1989年          | 1955年 - 1989年      | 1989年 - 現在        | 現在                 |
| ------------------------ | ------------ | ------------------------- | ------------------- | ------------------- | ------------------------ | -------------------- | -------------------- | -------------------- |
|                          | 荒尾村       | 1919年5月1日 改制為荒尾町 | 1942年4月1日 荒尾市 | 1942年4月1日 荒尾市 | 1942年4月1日 荒尾市      | 荒尾市               | 荒尾市               | 荒尾市               |
|                          | 平井村       |                           | 1942年4月1日 荒尾市 | 1942年4月1日 荒尾市 | 1942年4月1日 荒尾市      | 荒尾市               | 荒尾市               | 荒尾市               |
|                          | 八幡村       |                           | 1942年4月1日 荒尾市 | 1942年4月1日 荒尾市 | 1942年4月1日 荒尾市      | 荒尾市               | 荒尾市               | 荒尾市               |
|                          | 府本村       |                           | 1942年4月1日 荒尾市 | 1942年4月1日 荒尾市 | 1942年4月1日 荒尾市      | 荒尾市               | 荒尾市               | 荒尾市               |
|                          | 有明村       |                           | 1942年4月1日 荒尾市 | 1942年4月1日 荒尾市 | 1942年4月1日 荒尾市      | 荒尾市               | 荒尾市               | 荒尾市               |
|                          | 清里村       | 清里村                    | 清里村              | 清里村              | 1955年7月20日 併入荒尾市 | 荒尾市               | 荒尾市               | 荒尾市               |
| 1955年7月20日 併入長洲町 | 清里村       | 清里村                    | 清里村              | 清里村              | 1957年10月1日 長洲町     | 1957年10月1日 長洲町 | 1957年10月1日 長洲町 |                      |
|                          | 長洲町       |                           |                     |                     | 1957年10月1日 長洲町     | 1957年10月1日 長洲町 | 1957年10月1日 長洲町 |                      |
|                          | 腹赤村       | 腹赤村                    | 腹赤村              | 腹赤村              | 1957年10月1日 長洲町     | 1957年10月1日 長洲町 | 1957年10月1日 長洲町 | 1956年9月30日 腹榮村 |
|                          | 六榮村       |                           |                     |                     | 1957年10月1日 長洲町     | 1957年10月1日 長洲町 | 1957年10月1日 長洲町 | 1956年9月30日 腹榮村 |

## 交通

### 鐵路
- 九州旅客鐵道
  - 鹿兒島本線：荒尾車站 - 南荒尾車站

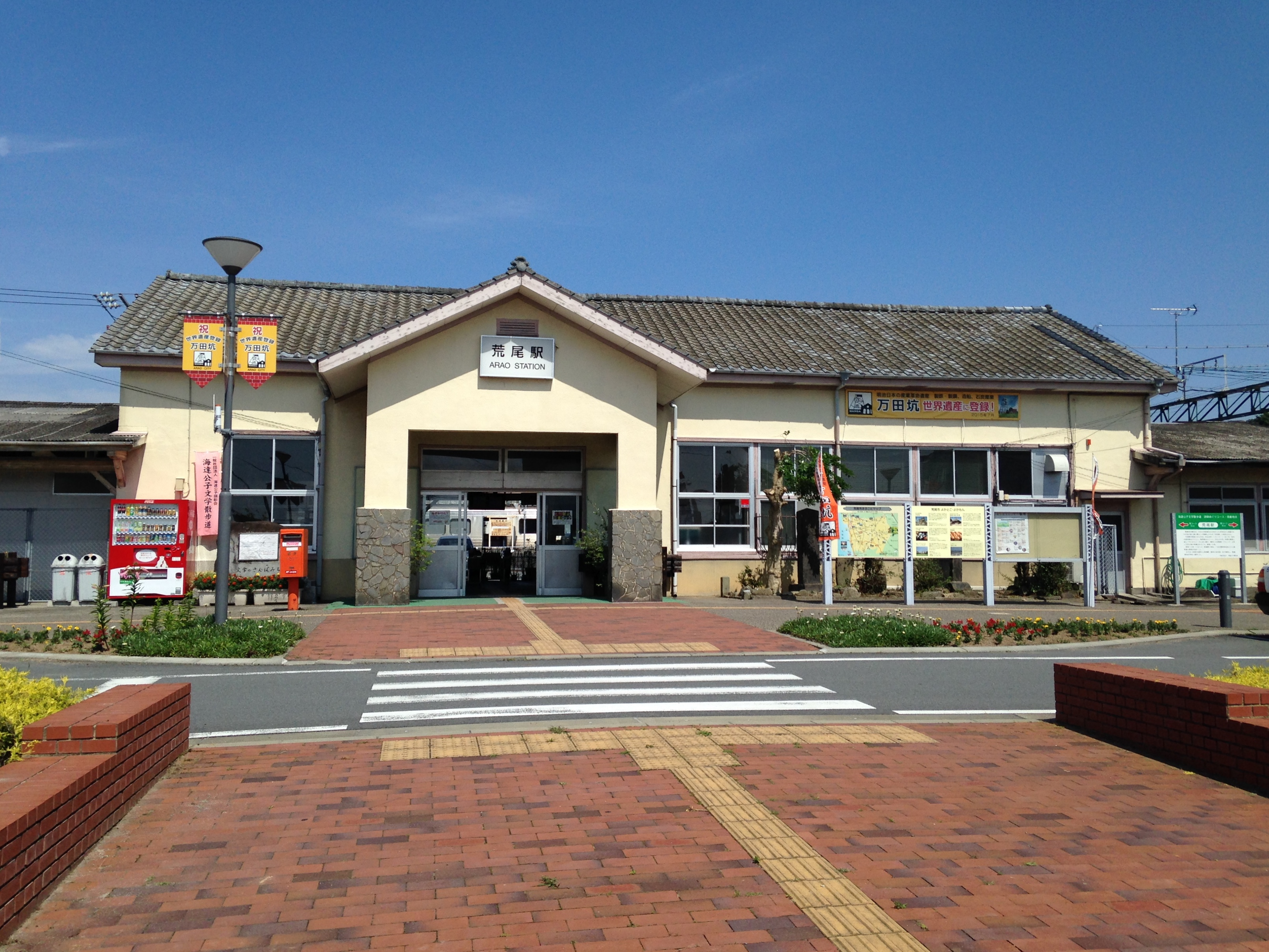
荒尾站

過去曾有荒尾市營電氣鐵道，但已於1964年10月1日停止營運。

## 觀光景點
- 萬田坑（ただし見学は事前申込が必要）
- 荒尾市宮崎兄弟之生家
- 荒尾市宮崎兄弟資料館
- 小岱山縣立自然公園
- 格林主題樂園

## 教育
高等學校
- 熊本縣立荒尾高等學校
- 私立有明高等學校

## 本地出身之名人
- 宮崎八郎、宮崎民藏、宮崎彌藏、宮崎滔天（宮崎四兄弟）：中國同盟會的支持者
- 池田純一：前職業棒球選手
- 倉野尾成美 ：AKB48成員。
- 宮浦健人：日本男子排球國家隊成員。

## 外部連結
- （日語） 官方网站
- （日語） 荒尾商工會議所 （页面存档备份，存于）
- OpenStreetMap上有關荒尾市的地理